# الخروج من الجسد

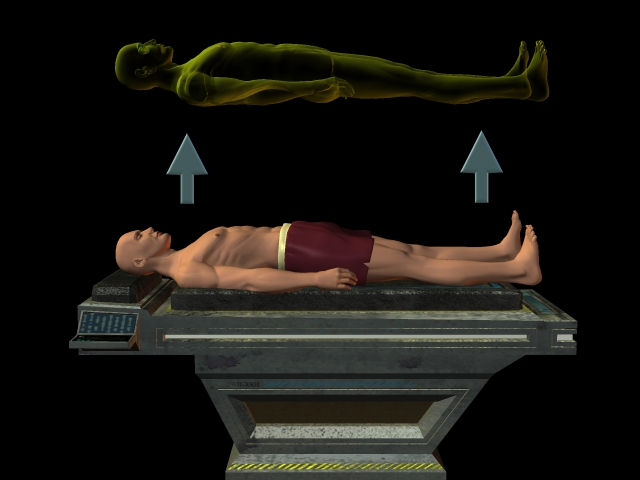
صورة تبين وضعية الإستلقاء أثناء تجربة الخروج من الجسد

يعد الخروج من الجسد (اختصارًا OBE) في أغلب الأحيان مجرد عنوانٍ أو اسم لمجموعةٍ من الأشياء فأولًا حسب هذه النظرية إن الخروج من الجسد هو الكل أي مثلًا لنقل الدراسة، ومثلًا مادة الرياضيات هي نوع من الدراسة، فالخروج من الجسد OBE هو الكل مثل الدراسة وأنواعه هي:
الإسقاط النجمي Astral Projection أو AP اختصارًا
الرؤية عن بعد Remote Viewing
التجارب القريبة من الموت Near Death Experience أو NDE اختصارًا
و يمكن إدراج الحلم الواعي أو Lucid Dreaming تحت ذلك لكون الأحلام نتيجة خروج الروح أثناء النوم.
و أما في بعض الأحيان فالخروج من الجسد يعد نوعًا وحده، والطرح النجمي نوعًا آخر، وقرب من الموت يدرج أحيانًا تحت الخروج من الجسد، فهنا كل نوع وحده ليس مدرجًا تحت شيء.[بحاجة لمصدر]
الخروج من الجسد أو الإسقاط النجمي هو عيش الواقع، ولكن بجسم أثيري في محيط أثيري يسمى العالم الأثيري، كما أن أبحاثاً تشير إلى صلتها بعدم استقرارية في فص صدغي.

## كيفية حدوث الطرح النجمي
بنظرية ما قد تكون هي الاقوي والأكثر قبولا يحدث الطرح النجمي كالتالي :
يقوم الجسد الاثيري أو جسد الطاقة والحيوية أثناء النوم بالشحن فينفتح ويتمدد لكي يقوم بجمع الطاقة وترسيبها * يقوم الجسد الاثيري بذلك طبيعيا فقط أثناء النوم. عندما يتمدد الجسد الاثيري تبدأ الشاكرات أو مركز الطاقة جميعها بوضع الطاقة (مجمع من قبل أو مباشرة) في جسد الاثيري أو جسد الطاقة على شكل مادة أثيرية * أثناء عملية الشحن تلك يقوم الجسد النجمي بالانفصال ويذهب الي البعد النجمي حيث يستطيع تكوين الأحلام ونقلها الي الجسد المادي.
إذا تم فعل هذا الانفصال أثناء الوعي أو ان أصبحت واعي بعد حدوثه يمكنك أخذ بعد السيطرة عليه * بذلك يصبح هذه عملية خروج من الجسد OBE أو طرح نجمي أو حلم واعي Lucid Dream>
أيضآ تحدث عن هذا المجال طالب في جامعة القاهرة فرع الخرطوم عبد العليم معلا التوم الباحث في العلوم الفلسفية.

## الفرق بين أنواع الخروج

### الخروج من الجسد
ال OBE يعد نوعًا من الطرح أو الإسقاط قريب جدًّا من العالم الحقيقي(المادي). غالبا ما يحدث أثناء تجارب القرب من الموت Near Death Experience، وهي عندما يخرج الشخص نتيجة حادثة مثل حادثة سيارة * جراحة * أزمة قلبية * ولادة وهكذا.... والخارجون من الجسد ب OBE يكونون واعين بما يحدث في العالم الحقيقي في الوقت الحقيقي. الخروج من الجسد OBE يختلف قليلا عن الإسقاط النجمي والحلم الواعي وذلك لان الرؤية بالوقت الحقيقي أي الوقت الحالي (أي ليس في المستقبل وهكذا) وذلك يجعله قريبًا جدًّا من العالم المادي؛ وذلك لأن الجسد النجمي يكون حاملًا كمية كبيرة من المادة الأثيرية.
هناك سببان رئيسان لحدوث ال OBE :
عندما يكون الشخص قريبًا من الموت * أو يكون معتقدًا ذلك، وذلك يسبب انتقال كمية كبيرة من المادة الأثيرية إلى الجسد النجمي استعداداً للموت. والسبب الثاني أن الشخص يكون لديه مراكز الطاقة نشطة تعمل على الشيء نفسه أي نقل المادة الأثيرية إلى الجسد النجمي * امتلاك مراكز طاقة نشطة يمكن أن يكون طبيعيًّا أي يكون الشخص مولوداً به أو يكون بالتدريب وتطوير مراكز الطاقة.
يمكن للشخص أن يقوم بال OBE في العالم المادي إذا كانت كمية المادة الأثيرية الناتجة من مراكز الطاقة كبيرة.
و في الحقيقة عندما تقوم بالإسقاط في العالم المادي لا تكون في العالم الحقيقي إنما تكون في المنطقة الفاصلة بين العالم المادي والعالم النجمي.
   تنيم
فيه يكون الجسد النجمي مسقطًا في العالم النجمي وهناك تكون الأشياء مختلفة قليلًا عن العالم الحقيقي * الوقت مختلف وممتد أي ان الساعة في العالم الأثيري تساوي بعض الدقائق في العالم الحقيقي كما أن الحقيقة في العالم الأثيري يمكن أن تتغير بسهولة. ومن الممكن أن تقابل أشخاصًا آخرين.

### الحلم الواعي
هذا النوع يكون فيه الشخص واعيًا كليًّا بما يحلم * يمكن أن يتولى الشخص بعض التحكم في الحلم وفي الأحداث أو يمكن أن يقلب الحلم إلى خروج من الجسد أو إسقاط نجمي * الحلم الواعي شبيه للإسقاط النجمي أكثر من ال OBE؛ وذلك لأن الوقت يكون أيضا ممتدًّا.

### إسقاط نجمي أم خروج من الجسد
أثناء الخروج من الجسد إذا فقدت بعض السيطرة في الوعي سوف تكون في حلم واعٍ ليس في العالم النجمي؛ وذلك لأنك أصبحت واعيًَا كليًّا بعد الانفصال وليس أثناءه.

### ظهور ما بين البعدين
أي شيء غير مادي حتى الجسد المادي لا يمكن أن يعمل في العالم المادي أو قريبًا منه دون المادة الأثيرية * دون المادة الأثيرية يرجع أي وجود لامادي إلى بُعده * والمادة الأثيرية يمكن الحصول عليها فقط من خلال الأحياء في العالم المادي.